# Idioma cagayano
El cagayano (Kinagayanën) es un idioma perteneciente a las lenguas manobas. Se habla en la provincia filipina de Las Paraguas y es una de las varias lenguas maternas del pueblo manobo. Según Ethnolgue (2007), tiene 30 000 hablantes.